# Edmond Faral
Edmond Faral (Médéa, 18 marzo 1882 – Parigi, 8 febbraio 1958) è stato un filologo francese.

## Biografia
Studioso di letteratura romanza e letteratura latina medievale, fu directeur d'études presso l'École pratique des hautes études nel 1920 e successivamente titolare della cattedra di Littérature latine au Moyen Âge del Collège de France dal 1925 al 1954; dal 1937 al 1955 fu inoltre amministratore del Collège.
Fu autore di numerosi studi di importanza decisiva e tuttora imprescindibili per la storia delle tradizioni letterarie europee; si ricordano in particolare il lavoro su Les Arts poétiques du XIIe et du XIIIe siècle. Recherches et documents sur la technique littéraire du Moyen Âge (Paris, 1924), le Recherches sur les sources latines des contes et romans courtios du Moyen Âge (Paris, 1913), il volume su Les Jongleurs en France au Moyen Âge (Paris, 1910) e il volume Chanson de Roland. Étude et analyse (Paris, 1934). Rilevante il contributo di Faral alla discussione sulle origini della pastorella.